# Léonie Coicou Madiou
Léonie Coicou-Madiou, née Léonie Coicou le 10 avril 1891 à Pétion-Ville et décédée le 1er septembre 1974 dans la même ville, est une enseignante, actrice, militante politique et féministe haïtienne. 
En 1955, elle est la première femme à être élue maire de Port-au-Prince, en Haïti.

## Biographie
Léonie Coicou-Madiou naît le 10 avril 1891 à Pétion-Ville, en Haïti. Elle est la fille de Lisebonne Joseph et de Masillon Coicou, un poète, dramaturge, écrivain et diplomate de renom. Celui-ci est pendant un certain temps, chargé d'affaires de l'ambassade d'Haïti à Paris, c'est pourquoi elle fait ses études en France. En 1908, quatre ans après leur retour en Haïti, son père et ses oncles, Horace et Pierre-Louis Coicou, sont exécutés à Port-au-Prince pour avoir comploté contre le président Pierre Nord Alexis, en vue de le renverser,,. 
Léonie Coicou se marie à Justin Madiou. Ils ont huit enfants. 

### Carrière

#### Enseignante
Dès son plus jeune âge, Léonie Coicou se consacre entièrement à l'enseignement, s'inspirant de l'exemple de son père. Elle accède rapidement au poste de directrice de l'école des filles, rebaptisée par la suite école Thomas-Madiou en hommage à cet historien.

#### Femme de théâtre
En 1904, Léonie Coicou fait ses débuts sur la scène du théâtre Cluny alors que son père est diplomate à Paris. Comme comédienne, elle incarne le rôle de Petit Sim dans la pièce théâtrale La Liberté, écrite par son père.
Le 18 mai 1940, elle se produit à Haïti, dans la pièce Torrent , qui lui vaut le Grand Prix d'écriture dramatique du président de la république,. 
Parmi ses autres rôles notables en Haïti, on trouve La Famille des Pitite-Caille, Triomphe de la Terre, Sanite Bélair (10 août 1942), Min Coyo (1943), Barrières (1945), et Lococia,.

#### Activiste

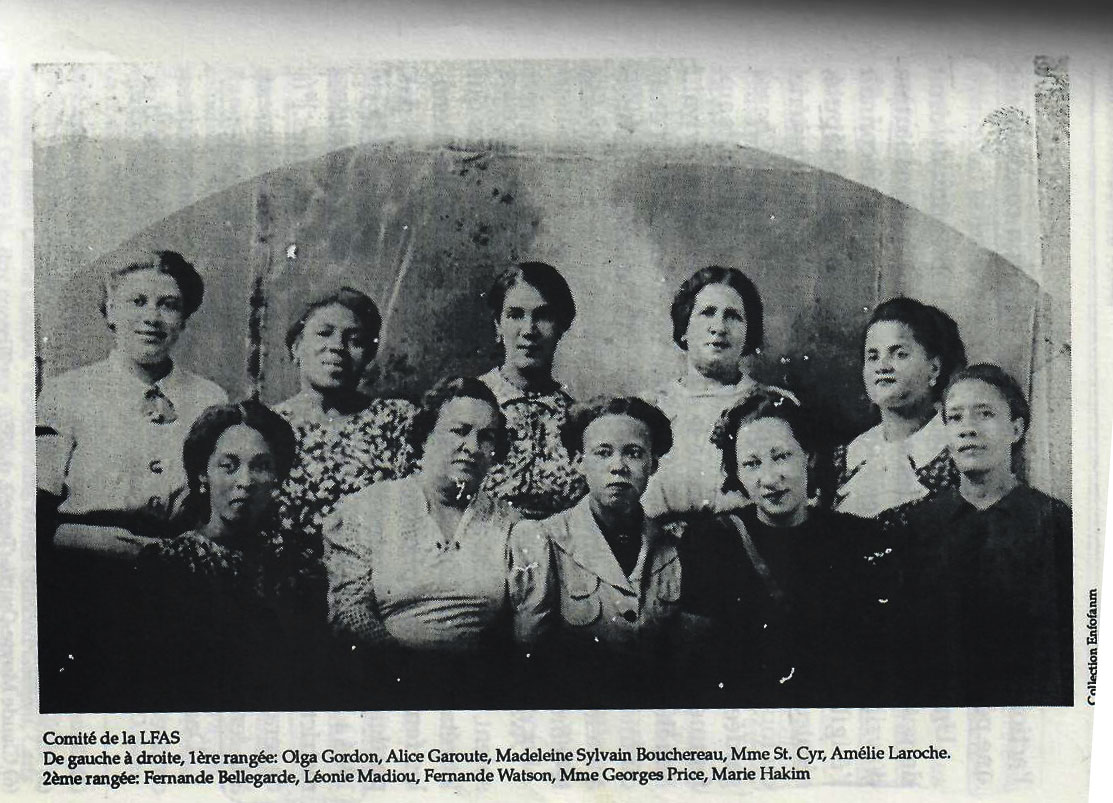
Comité de la LFAS : de gauche à droite, 1re rangée : Olga Gordon, Alice Garoute, Madeleine Sylvain Bouchereau, Mme St. Cyr, Amélie Laroche. 2e rangée : Fernande Bellegarde, Léonie Madiou, Fernande Watson, Mme Georges Price, Marie Hakim.

Léonie Coicou-Madiou joue un rôle actif au sein de la Ligue féminine d'action sociale (LFAS), créée en 1934, une organisation mentionnée dans l'ouvrage Femmes en Haïti dans la section consacrée à l'histoire du mouvement féminin haïtien. Elle publie dans La Voix des femmes, journal fondé par la ligue féminine d'action social. 
En 1946, elle participe à la révolte étudiante des Cinq Glorieuses, qui éclate à Port-au-Prince après l'interdiction du journal étudiant La Ruche par le président Élie Lescot,. Elle sera blessée, arrêtée et finalement emprisonnée,. 
En 1947, elle est désignée pour la Division de conciliation et d'arbitrage du Bureau du travail d'Haïti et, en collaboration avec Denyse Guillaume, elle met en place une section consacrée à la protection des mères et des enfants. 
En 1950, lors d'une manifestation pour les droits politiques des femmes, elle est arrêtée et maltraitée.
En 1957, après l'arrivée du dictateur François Duvalier au pouvoir, les organisation féministes sont réprimés par les Tontons Macoutes,.  Léonie Coicou-Madiou sera de nouveau emprisonnée cette même année.

#### Maire
En 1955, Léonie Coicou-Madiou devient la première femme élue maire de Port-au-Prince, un événement survenant cinq ans après l'octroi du droit de vote aux femmes haïtiennes pour les élections municipales,.

## Décorations
Léonie Coicou-Madiou est décorée de l'ordre national Honneur et Mérite, la plus haute distinction décernée par le président haïtien, par le président Sténio Vincent en reconnaissance de sa contribution à la formation des jeunes. Elle est également décorée de l'ordre de Toussaint-Louverture par le président François Duvalier.